# Varnia perloides
Varnia perloides is een insect uit de familie van de Ithonidae, die tot de orde netvleugeligen (Neuroptera) behoort. 
Varnia perloides is voor het eerst wetenschappelijk beschreven door Walker in 1860.